# Stelis effusa
Stelis effusa är en orkidéart som beskrevs av Rudolf Schlechter. Stelis effusa ingår i släktet Stelis och familjen orkidéer. Inga underarter finns listade i Catalogue of Life.